# Organisation Gehlen

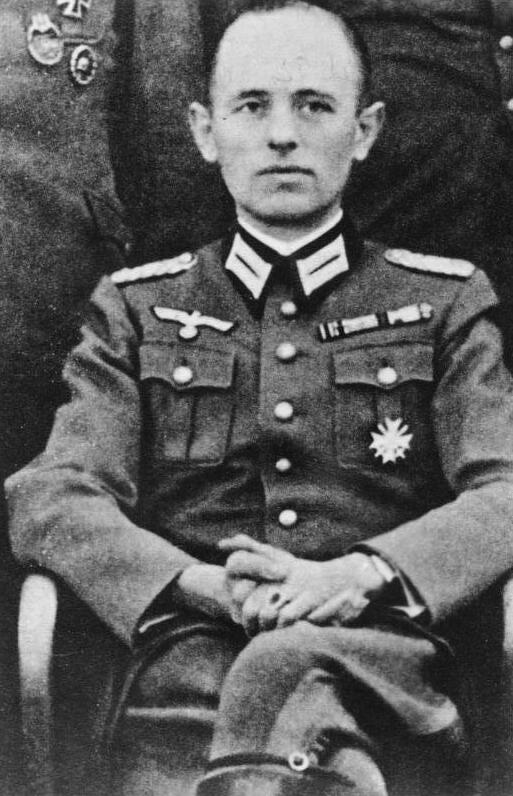
Reinhard Gehlen in Uniform der Wehrmacht, 1943

Die Organisation Gehlen (auch Organisation, Org., Operation Rusty, Operation Zipper oder O.G. genannt) war ein Nachrichtendienst, der Anfang 1946 entstand und aus dem am 1. April 1956 der Bundesnachrichtendienst (BND) hervorging. Langjähriger Leiter war Generalmajor a. D. Reinhard Gehlen, ehemaliger Chef der Abteilung Fremde Heere Ost (FHO) der Wehrmacht und erster Präsident des BND. Die USA, die die Organisation finanzierten, beaufsichtigten und die Aufklärungsergebnisse erhielten, verfolgten das Ziel, die deutsche nachrichtendienstliche Expertise über die Sowjetunion im sich abzeichnenden Kalten Krieg zu nutzen. Nachdem das Office of Strategic Services (OSS) als umfassender US-Geheimdienst nach Ende des Zweiten Weltkrieges bereits im September 1945 aufgelöst worden war, fehlte es den US-Streitkräften an einer militärischen Aufklärung. Die Organisation Gehlen sollte diese Lücke für den Bereich der US Army Europe ausgleichen.

## Vorgeschichte
Das Personal der Generalstabsabteilung Fremde Heere Ost (FHO) des Oberkommandos des Heeres (OKH) der deutschen Wehrmacht bereitete sich in der Endphase des Zweiten Weltkrieges systematisch auf die deutsche Niederlage vor. Vor dem Hintergrund des sich abzeichnenden Kalten Krieges rechneten die FHO-Offiziere nicht mit einer Ablehnung der nachrichtendienstlichen Unterstützung gegen die Sowjetunion durch die Westalliierten. Reinhard Gehlen und sein Stellvertreter Gerhard Wessel kopierten die Akten und Karteikarten, mit denen die FHO die gesammelten Aufklärungsergebnisse über die Rote Armee gesammelt und katalogisiert hatte. Sie suchten außerdem weitere Sympathisanten aus dem Umfeld der nachrichtendienstlichen Abteilungen der Wehrmacht, zu denen auch Hermann Baun vom Amt Ausland/Abwehr gehörte. Mit Baun verständigten sich Gehlen und Wessel in einem persönlichen Treffen am 4. April 1945 über ihr weiteres Vorgehen.
Zur deutschen Gesamtkapitulation am 8. Mai 1945 hielten sich die verschiedenen FHO-Angehörigen in Kleingruppen in Süddeutschland versteckt, um das Kriegsende abzuwarten. Gehlen und Wessel begaben sich in den ersten Wochen der Nachkriegszeit freiwillig in US-amerikanische Kriegsgefangenschaft, wo sie ihren amerikanischen Gesprächspartnern Zugang zu ihren gesammelten Daten, zu vermeintlichen Agentennetzwerken in der Sowjetischen Besatzungszone sowie zum erfahrenen Personal der FHO anboten. Gehlen und Wessel wurden Mitte 1945 zur Befragung in die USA geflogen. Dies war bei Hermann Baun nicht der Fall, der sich erst im August 1945 in amerikanische Gefangenschaft begab und die Amerikaner in seiner ersten Befragung am 16. August 1945 mit einem eigenen vermeintlichen Agentennetzwerk in Ostdeutschland beeindrucken konnte. Es begann in der Folge ein Machtkampf zwischen der Gruppe der ehemaligen FHO-Offiziere um Gehlen und der Gruppe um Baun, der mit Zustimmung der US-Amerikaner Verbindung zu ehemaligen Offizieren der Abwehr herstellte und sie rekrutierte. Während Baun das Konzept geteilter Aufklärungs- und Auswertungsdienste verfolgte (wie es im Zweiten Weltkrieg mit Abwehr und FHO der Fall gewesen war), wollte Gehlen eine Struktur durchsetzen, in welcher die beiden Aufgaben Beschaffung und Auswertung in der gleichen Organisation lägen und damit miteinander koordiniert werden könnten. Für diese Organisation sah Gehlen sich selbst als Führungsfigur.

## Aufsicht durch die US-Army

### Entstehung unter Baun
Der Aufbau des Nachrichtendienstes, der später den Namen Organisation Gehlen trug, begann im Frühjahr 1946. Nach mehreren Monaten Vorbereitung erhielt zunächst Hermann Baun von der United States Army (US-Army) den Auftrag, eine nachrichtendienstliche Operation aufzuziehen. Gehlen befand sich zu dieser Zeit noch in Kriegsgefangenschaft in den Vereinigten Staaten. Das Projekt begann offiziell im April 1946 und erhielt kurz darauf den Tarnnamen „Operation Rusty“. Baun (Dienstname (DN) „Berndt“) knüpfte beim Aufbau der Organisation zu Beginn lose an die Strukturen der Frontaufklärung der Wehrmacht gegen die Sowjetunion an, für die er im Zweiten Weltkrieg zuständig gewesen war. Er baute einen Stab unter seiner Führung sowie mehrere zentral organisierte Dienststellen auf. Der Stab war in einem separierten Bereich innerhalb des US Military Intelligence Service Center im Camp King, Oberursel untergebracht. Nach August 1946 wurde der Beschaffungsstab in ein ehemaliges Hotel ins 15 Kilometer entfernte Schmitten (Tarnname „Dustbin“) verlegt. Auch das ehemalige Opel-Jagdhaus im Weihergrund von Anspach wurde genutzt. Für das Stabspersonal griff Baun überwiegend auf ehemalige Angehörige der Abwehr-Leitstelle „Walli I“ zurück.
Im Frühjahr 1947 umfasste der Stab 25 Personen. Der Bereich Sichtung des Stabes unter Leitung von Gustav-Adolf Tietze bewertete die von den Außenorganisationen beschafften Meldungen nach Neuigkeitswert und Glaubwürdigkeit. Die Sichtung gliederte sich sachthematisch in die vier Arbeitsgebiete Militär, Wirtschaft, Politik sowie Gegenspionage/Spionageabwehr.
Gehlen kehrte im Juli 1946 aus der Kriegsgefangenschaft zurück und wurde in die Operation Rusty integriert. Sein erster Arbeitstag in Deutschland war der 15. Juli 1946. Er leitete zunächst die Auswertegruppe (auch „Intelligence Group“ genannt), zu der auch sein ehemaliger Mitarbeiter der Abteilung Fremde Heere Ost im OKH Gerhard Wessel (DN „Gattnitz“) als sein Stellvertreter sowie Major i. G. a. D. Albert Schoeller (1916–1978; ehemaliger stellvertretender Leiter der Gruppe I „tägliche Feindlage-Bearbeitung“ FHO; DN „Scheffer“), Major a. D. Hans Hinrichs  (DN „Hillmann“), Fritz Scheibe (1912–1995; ehemaliger Stellvertreter Gehlens in Flensburg; DN „Schumann“) und Major i. G. a. D. Horst Hiemenz (ehemalige Leiter der Gruppe II „Feindlage Ost Nord und Militärische Gesamtlage Rußland“ FHO, DN „Hendersin“). angeworben wurden.
Gehlen und seinen Vertrauten war es gelungen, das gesamte Archiv der Abteilung Fremde Heere Ost (FHO) des einstigen deutschen Generalstabs Anfang 1945 aus dem Hauptquartier des Heeresgeneralstabs nach Bayern zu transportieren und in 50 Stahlkisten zu vergraben. Nach Verhören im Kriegsgefangenenlager und in einem speziellen Vernehmungslager in Virginia erkannten die US-Nachrichtendienstler die Bedeutung von Gehlens Kenntnissen und seines Archivs.

### Leitung unter Gehlen
Nachdem sich Gehlen seit Herbst 1946 verstärkt bemüht hatte, Baun als Leiter abzulösen, wurde er im Februar 1947 von der US-Army als „German Chief of Operation Rusty“ eingesetzt. Am 6. Dezember 1947 zog die Organisation in die spätere BND-Liegenschaft in Pullach und ehemalige Reichssiedlung Rudolf Heß in Pullach bei München. Das Umzugsdatum, der Nikolaustag, brachte dem Quartier den Spitznamen „Camp Nikolaus“ ein. Der Umzug wurde von Henning Wilcke geleitet. Gehlen verhalf vielen ehemaligen Mitarbeitern der zuvor von ihm geleiteten „Abteilung Fremde Heere Ost“ des Oberkommandos des Heeres, die für die Bewertung der Feindlage an der Ostfront durch Auswertung von Nachrichten zuständig war, zu einer neuen Karriere. Zunächst in den Westzonen, ab 23. Mai 1949 in der neu gegründeten Bundesrepublik. Gehlens Abteilung hatte den Ruf der systematischen und exakt dokumentierenden Detailarbeit.
Zur Organisation gehörte auch die sogenannte Professorengruppe, in der sich die Vertreter der Ostforschung Werner Conze, Gunther Ipsen, Hans Koch, Werner Markert, Reinhart Maurach, Hermann Raschhofer, Otto Schiller und Theodor Oberländer sammelten. Kopf der Gruppe war Peter-Heinz Seraphim. Die Professorengruppe verfasste gegen Bezahlung größere und kleinere Studien hauptsächlich zu aktuellen ökonomischen Themen und Bevölkerungsentwicklungen in bestimmten Regionen oder dem gesamten Ostblock. Sie existierte von 1946 bis Dezember 1949.
Die Mitglieder der Auswertung erhielten ab Juli 1946 ein festes Monatsgehalt zwischen 400 und 600 Reichsmark (RM) sowie Zuschläge für Verheiratete (100 RM) und je Kind (50 RM). Die US-Army stellte der Organisation monatlich Geld, aber auch Gebrauchs- und Genussmittel aus ihren Depots zur Verfügung, die vor der Währungsreform 1948 auf dem Schwarzmarkt als Tauschware gegen Geld dienten oder mit denen direkt bezahlt wurde. Im Monat September 1946 erhielt die Organisation 160.000 Zigaretten, 43.300 Liter Benzin und etwa 50.000 US-Dollar von der US-Army; in den Monaten Juli bis November 1948 waren es 82.153 Tafeln Schokolade, 67.150 Päckchen Zigaretten, 4.500 Rasierklingen und 1.815 Paar Wollsocken. Später betrug das Budget 125.000 US-Dollar, welches bis zum Juni 1949 gleich blieb. Der Tausch von Waren gegen Geld war eine wesentliche Einnahmequelle der Organisation, die mit der Währungsreform in der Trizone (Westzonen) am 18. Juni 1948 wegfiel und diese in eine Finanzierungskrise stürzte.
Im Februar 1948 waren in der Zentrale 160 Personen beschäftigt; im Mai 1949 waren es etwa 270. Die Zahl der Mitarbeiter insgesamt (Zentrale und Außenstellen) betrug im Frühjahr 1949 circa 700 bis 800 Personen.

## Aufsicht durch die CIA
Am 1. Juli 1949 wechselte der Geld- und Auftraggeber der Organisation Gehlen von der US-Army an die im Jahr 1947 gegründete Central Intelligence Agency (CIA). Im November 1948 wurde der CIA-Mitarbeiter James H. Critchfield nach Pullach geschickt, um die Möglichkeit einer Übernahme zu prüfen. Aufgrund seines Berichts vom 17. Dezember 1948 beschlossen am 27. Dezember 1948 der damalige CIA-Chef Roscoe H. Hillenkoetter und der Leiter des Nachrichtendienstes der US-Army, S. Leroy Erwin, die Übernahme. Die Organisation lief in der CIA von 1949 bis 1950 unter der Bezeichnung „Offspring“, von 1950 bis 1951 unter „Odeum“ und ab 1951 bis 1956 unter „Zipper“.
Der von Critchfield geleitete amerikanische Stab in Pullach bestand zwischen 1950 und 1956 aus rund 30 bis 35 Personen (Pullach Operation Base: POB). Critchfield legte bei der Auswahl seiner Mitarbeiter Wert darauf, dass diese Deutsch sprachen und Erfahrungen im Nachrichtendienst, möglichst bei Einsätzen in (Mittel-)Europa, hatten. Jeder deutsche Gruppen-, Abteilungs- und Außenorganisationsleiter hatte einen spiegelbildlich Verantwortlichen der CIA. Gehlen baute sich einen Stab von persönlichen Mitarbeitern auf. Dies waren Oberstleutnant im Generalstabsdienst außer Dienst (i. G. a. D.) Horst Wendland (Gesamtführung/Verwaltung; DN „Wendt“), General der Gebirgstruppen a. D. August Winter (Beschaffung/Auswertung; DN „Wilden“), Oberst a. D. Wolfgang Langkau (Bürochef; DN „Holten“), Generalleutnant a. D. Alfred Franz Kretschmer (Interne Ermittlungen; DN „Körnig“), Hans-Ludwig von Lossow (Verbindung zu hochrangigen Kontakten in Bundesministerien; DN „Lersner“), Major i. G. a. D. Wilhelm Oxenius (Sicherheit; DN „Otto“) und Oberst i. G. a. D. Georg Buntrock (Sonderverbindungen: Kontakte zu ausländischen Nachrichtendiensten; DN „Bohlen“). Ende Oktober 1951 wurde General der Artillerie a. D. Horst von Mellenthin (DN „Merker“) als Stellvertreter Gehlens ernannt. Als er Anfang 1956 erster Resident in Washington, D.C. wurde, übernahm General der Infanterie a. D. Hermann Foertsch (DN „Viersen“) die Vertretung Gehlens bei längerer Abwesenheit. Die „Dienstanweisung für die Zentrale der Organisation“ vom März 1953 legte eine neue Führungsorganisation fest: Leiter der Gesamtorganisation (Gehlen), Ständiger Vertreter (von Mellenthin), Verwaltungs-, Personal- und Organisationsaufgaben (Wendland), Persönlicher Mitarbeiter für ND-Entwicklung (Walter Schenkb, auch zuständig für Ausbildung), Leiter der Gruppen I-(Informations-)Beschaffung, Gegenspionage/Spionageabwehr, Auswertung, Fernmeldewesen, Stay-Behind-Planungen, Sonderverbindungen sowie Psychologische Forschung und Gegenwirkung.
Generalleutnant a. D. Adolf Heusinger (DN „Horn“) war vier Jahre lang Leiter der Auswertung. Er ging Anfang 1952 ins Amt Blank. Sein Nachfolger war Oberstleutnant i. G. a. D. Gerhard Wessel (DN „Gattnitz“), der nach einem Jahr ebenfalls ins Amt Blank wechselte. Ihm folgte Oberst i. G. a. D. Heinz Herre (DN „Herdahl“) als letzter Leiter der Auswertung. Sie hatte einen militärischen Schwerpunkt. Leiter des Referats Auswertung Heer und Marine war Major a. D. Hans Hinrichs (DN „Hillmann“), Referatsleiter Auswertung Luftstreitkräfte Oberstleutnant i. G. a. D. Werner Boie (DN „Borg“) und der Auswertung Transportwesen Oberst i. G. a. D. Johannes Härtel. Alle drei bekleideten ihre Dienstposten durchgängig von 1949 bis 1955 und wurden später Generale der Bundeswehr. 1952 wurde die Auswertung Marine ein eigenständiges Referat unter Kapitän zur See a. D. Alfred Schulze-Hinrichs. 1955 wurde die Funktion des Leiters der Militärischen Auswertung geschaffen, den Walter Nielsen einnahm. Die Wirtschaftsauswertung zog 1953 von Schloss Kransberg nach Pullach um. Ab 1953 wurde sie von Walter Kienitz (DN „Klotz“), einem späteren Brigadegeneral der Luftwaffe, geleitet. Herbert von Dirksen war Leiter der politischen Auswertung und Nachfolger von Gustav Hilger (DN „Haber“). Auch Otto Bräutigam (DN „Bernuth“) gehörte dieser Organisationseinheit an.
Nach Willen der CIA sollte sich die Organisation bei der Informationsbeschaffung auf die DDR, Polen und Rumänien konzentrieren. Der Beschaffungsbereich war in drei Gruppen gegliedert: Gegenspionage/Spionageabwehr (Kurt Kohler), Strategische Aufklärung (Walter Schenk; Stellvertreter: Oberst a. D. Conrad Kühlein (DN „Kühne“)) und Nahaufklärung (zunächst kommissarisch: Siegfried Graber). In der Strategischen Aufklärung war Heinrich Kurtz Länderbearbeiter Polen und das CSR-Länderreferat durch Hermann Wondrak besetzt. Nach nur einem Jahr, zum Jahresbeginn 1952, wurden Strategische und Nahaufklärung wieder zusammengelegt, weil sich die Trennung nicht bewährt hatte. Leiter wurde Kühlein. Ihm unterstanden die drei Bereiche DDR (Siegfried Graber; Stellvertreter: Eberhard Blum (DN „Hartwig“)), übrige Satellitenstaaten (Dietz von dem Knesebeck) und Sowjetunion (Eugen Dükrsen; vorher kommissarisch: Heinz Herre). Der operative Außenbereich wurde im August 1949 konsolidiert. An ihrer Spitze standen sechs sogenannte Generalvertretungen (GV): GV A (Salzburg), GV C (Darmstadt), GV E (Ulm), GV G (Frankfurt am Main) GV H (ebenfalls Frankfurt), GV L (Karlsruhe). Diesen nachgeordnet waren Bezirksvertretungen, Untervertretungen und Filialen. Die Generalvertretungen übernahmen allgemeine Steuerungs- und Koordinierungsaufgaben. Sie verteilten die Aufklärungsforderungen der Zentrale, sammelten die eingehenden Meldungen, prüften sie und leiteten sie zur Sichtung nach Pullach weiter. Auch waren sie für die Funktechnik, die Schulung und allgemeine Sicherheit zuständig. Alle Generalvertretungen mit Ausnahme der GV A hatten die DDR-Beschaffung zum Auftrag. Für Rumänien war die GV A zuständig, für die Tschechoslowakei die GV   und E. Die GV L war auf Gegenspionage und Spionageabwehr fokussiert. Zum 1. Juni 1951 wurde die GV A aufgelöst und etwa zeitgleich die GV B (Bremen; Leitung: Oberst i. G. a. D. Hans-Heinrich Worgitzky) geschaffen. Ein weiterer Typ der Außenorganisationen waren die Projektgruppen (später: Organisationsgruppen), die direkt von Pullach geführt wurden und zwischen November 1950 bis Frühjahr 1951 entstanden. Im Zuge einer Verhaftungswelle von Spionen in der DDR im Herbst 1953, kam es zum Jahresbeginn 1954 zu umfangreichen Umbenennungen von Organisationseinheiten.
1950 wurde die Abteilung „40“ geschaffen, die sich in die sogenannte III-Tätigkeit und innenpolitische Berichterstattung gliederte. Der III-Bereich war der deutlich größere und untergliederte sich in Spionageabwehr und Gegenspionage ergänzt um selbständige Referate für die Eigensicherung des Dienstes, zur Bearbeitung von Sicherheitsvorfällen und der „Kartei“. In der innenpolitischen Berichterstattung war Oberstleutnant i. G. a. D. Henning Wilcke (DN „Wilden“) tätig. Ursprünglich sollte Alfred Radke die Abteilung führen; stattdessen übernahm Kurt Kohler die Leitung. Aktive Gegenspionage, also die Infiltration von Nachrichtendienstes des Ostblocks, betrieb die Abteilung nicht. Seit dem 1. Oktober 1953 gehörte Heinz Felfe (DN „Friesen“) der Abteilung an. Felfe war ein Maulwurf des sowjetischen KGB, der erst 1961 enttarnt wurde. Der KGB hatte die Verstrickung Felfes in NS-Verbrechen benutzt, um ihn noch vor seinem Eintritt in die Organisation Gehlen anzuwerben.
Im Februar 1951 richtete die Organisation ein halboffizielles Verbindungsbüro in Bonn ein (Deckname: „Forsthaus“), dessen erster Leiter der spätere Generalmajor der Bundeswehr Karl Kleyser (DN „Klein“) war. An ausgewählte Abnehmer sandte die Organisation Berichte unter der Bezeichnung „Kundendienst“.
Während der Schwerpunkt der Organisation die militärische Aufklärung war, bildete die politische Aufklärung einen abgeschirmten Sonderbereich mit dem Namen „Archiv“. Aus diesem wurde beim Übergang zum BND der „Strategische Dienst“. Ab Juni 1954 erhielt die Organisation seitens der Bundesregierung eine monatliche Finanzierung von 30.000 DM, mit der der Ausbau des „Archivs“ (teil-)finanziert wurde. Das Geld stammte aus einem Reptilienfonds des Bundeskanzlers. Zudem warb die Organisation, über eine Dienststelle mit der Tarnbezeichnung „Industrial Research Institute“, Geld bei der deutschen Wirtschaft ein; 1951 erhielt sie rund 600.000 DM. Zu den Gebern zählten Standard Elektrik AG, Rodenstock und Messerschmitt.
Mitte 1949 wurde die Organisation Gehlen mit jährlich 1,5 Millionen US-Dollar durch die USA finanziert. Infolge des Koreakrieges wurden die finanziellen Mittel erheblich aufgestockt. Die erste für die Amerikaner wichtige Operation der Organisation war die Funkaufklärung der Luftstreitkräfte der Sowjetunion während der Berliner Luftbrücke. Die Einschleusung von Spionen und Saboteuren in Osteuropa und der Sowjetunion blieb dagegen weitgehend erfolglos.
Am 1. Mai 1951 meldete die Organisation der CIA einen Mitarbeiterbestand von 1132 sowie 1152 Informanten und operativ tätiges Führungspersonal. Am 1. Juli 1952 wies eine interne Übersicht 1011 hauptamtliche Mitarbeiter, 425 „Führungs- und Führungshilfskräfte“ sowie 1421 V-Leute (inklusive Vernehmer) aus; zusammen 2857. Im Juni 1953 waren 3921 Personen unterschiedlicher Funktion und Anbindung für die Organisation tätig und 3231 im Juni 1954. Bei der Übernahme in den Bundesdienst am 1. April 1956 lag der Personalbestand bei 3982. Die Organisation unterschied die Personalkategorien Rahmenpersonal, ND-Personal, Pauschalempfänger und Sonderverbindungen. Die Rekrutierung neuer Mitarbeiter erfolgte hauptsächlich aus dem Familien- und Bekanntenkreis des Bestandspersonals. Initiativbewerbungen traten erst ab 1954 verstärkt auf, als die Organisation in der Öffentlichkeit bekannter wurde. Diesen gegenüber war die Organisation jedoch skeptisch, weil man unter den Initiativbewerbern Feindagenten befürchtete. Im Jahr 1951 mussten neue Mitarbeiter eine Erklärung abgeben, in der sie sich verpflichteten „aus freiem Willensentschluss und im freiwilligen Bekenntnis zur abendländisch – westlichen – christlichen Lebensanschauung sowie in treuer Anhänglichkeit an meine deutsche Heimat all meine Kräfte in den Dienst der mir bekanntgegebenen Aufgabe zu stellen“.
In der zweiten Jahreshälfte 1948 begannen Überlegungen für das Verhalten der Organisation im Fall eines neuen Krieges gegen die Sowjetunion und deren Verbündete. Dabei ging es sowohl um die Aufrechterhaltung der verdeckten Tätigkeiten im umkämpften und voraussichtliche größtenteils besetzten Gebiet Deutschlands sowie um die Evakuierung wichtiger Mitglieder der Organisation, einiger Militärführer des Zweiten Weltkriegs und ihrer jeweiligen Familien nach Westeuropa. Rund 2800 Personen waren dafür Ende 1948 vorgesehen. Bis 1953 wurden diese Pläne ausgeweitet. Zu diesem Zeitpunkt war unter der Bezeichnung Roland die Einrichtung einer Basis in Südfrankreich vorgesehen, von der aus die Agenten in der DDR sowie die im Aufbau begriffenen Stay-behind-Gruppen in der Bundesrepublik geführt werden sollten. Bis zur Funktionsfähigkeit dieser Basis sollte die Einrichtung Zobel nahe Manzanares in Zentral-Spanien für diese Aufgabe genutzt werden. Die nicht für den Einsatz im besetzten Gebiet vorgesehenen Mitglieder der Organisation Gehlen sollten zusammen mit ihren Angehörigen mit alliierten Militärkonvois nach Westen abziehen, nicht im Dienst oder im Militär Einsatzfähige dann weiter in die Vereinigten Staaten gebracht werden. Für den Transport wurden Privatfahrzeuge registriert. Zudem sollten die operativen Akten vor der Vernichtung verfilmt und die Filme mit nach Spanien transferiert werden. Insgesamt sollte die Organisation im Kriegsfall der CIA unterstellt und durch die Streitkräfte der Vereinigten Staaten versorgt werden, sich aber mit einer eventuellen deutschen Exilregierung koordinieren. Ab November 1954 stand in Idar-Oberstein die Leitstelle Alpina zur Verfügung, eine mobile Funkanlage US-amerikanischen Ursprungs, die der Organisation im Verteidigungsfall zur Agentenführung dienen sollte. 1959 wurde sie nach Zobel verlegt. Allerdings war die Anlage nur teilweise mit der deutschen Funktechnik kompatibel.

## Übernahme in den Bundesdienst
Bereits 1951 begann die Diskussion über die Einrichtung eines oder mehrerer Nachrichtendienste auf Bundesebene. Laut eines Berichts der CIA wurde der Name „Bundesnachrichtendienst“ erstmals im August und September 1952 bei Gesprächen im Bundeskanzleramt verwendet. An den geheimen Gründungsgesprächen, die im Büro des damaligen Ministerialrates Karl Gumbel stattfanden, nahmen neben Hans Globke und Reinhard Gehlen auch die Gehlenmitarbeiter Hans-Ludwig von Lossow, Horst Wendland und Werner Repenning (DN „Rainer“) teil. Mit dem Deutschlandvertrag erhielt die Bundesrepublik die Zustimmung der Alliierten, über einen eigenen Auslandsnachrichtendienst verfügen zu dürfen. Am 1. April 1956 wurde die Organisation Gehlen als „Bundesnachrichtendienst“ in die Bundesverwaltung übernommen.

## Beobachtung durch das Counter Intelligence Corps
Der für die Spionageabwehr zuständige amerikanische Militärgeheimdienst Counter Intelligence Corps (CIC) in Deutschland hatte gravierende Sicherheitsprobleme innerhalb der Organisation Gehlen festgestellt. Das CIC mutmaßte schon länger, dass über die Organisation Gehlen und deren Vernetzung bis in die Regierungskreise Angriffe östlicher Geheimdienste stattfinden würden. Das CIC hatte zu diesem Zweck die Operation Campus unter Colonel Thomas W. Dale in Offenbach am Main bei Frankfurt am Main gestartet und beobachtete durch V-Leute diese Beziehungen bis in deutsche Regierungskreise. Analysen der großen Festnahmeaktionen gegen Gehlen-Agenten in der DDR im Jahr 1953 führten dazu, dass das CIC bereits 1954 den Sowjetagenten Heinz Felfe und das Netzwerk ehemaliger SS-Leute in der Organisation Gehlen als Hauptproblem identifizierte. Die Operation Campus war allerdings von Washington nicht autorisiert, weshalb das CIC ihre Erkenntnisse nicht weitergab.
Stattdessen versuchte der Leiter des US-Militärgeheimdienstes, Generalmajor Arthur G. Trudeau, im Juni 1955 in allgemeiner Form Bundeskanzler Konrad Adenauer von einer Übernahme der Organisation Gehlen als Bundesnachrichtendienst abzubringen. Trudeau warnte vor Reinhard Gehlen und dessen Rivalität mit Verfassungsschutz und Amt Blank, sprach die Sicherheitsmängel an und warnte vor der illegalen Inlandsaufklärung der Organisation Gehlen.
Adenauer hatte sich jedoch schon 1951 dazu entschlossen, Gehlen zu übernehmen. Die Initiative Trudeaus lief ins Leere und nachdem auch die Operation Campus im Juli 1955 durch eine Gegenoperation von MfS und KGB zum Schutz ihres Agenten Heinz Felfe aufplatzte, wurde Gehlen mit seiner längst infizierten Organisation als Bundesnachrichtendienst übernommen.

## Beschäftigung von Personal ehemaliger NS-Organisationen
Die Organisation half ihren Angehörigen bei den Entnazifizierungsverfahren. Es gelang Gehlen, auch wenn er selbst dies nachdrücklich abstritt, eine große Anzahl der noch lebenden Mitglieder seiner früheren Dienststelle für den Dienst zu interessieren, weil sie in ihrer neuen Stellung häufig mit einer neuen Identität versehen wurden. Eingestellt wurden zu einem großen Teil Ehemalige der SS, des SD, der Gestapo, der Abwehr und vor allem Offiziere der Wehrmacht. Anfang der 1950er durchgeführte Untersuchungen der Central Intelligence Agency ergaben, dass 13 bis 28 Prozent der Mitarbeiter der Organisation Gehlen ehemalige NSDAP-Mitglieder waren, und davon 5 bis 8 Prozent auch Mitglieder bei SS, SD oder SA waren. Der CIA-Bericht verweist darauf, dass der Anteil an ehemaligen Mitgliedern der NSDAP vergleichbar ist mit der Besetzung des 2. Deutschen Bundestages. Unter den 487 Bundestagsabgeordneten befanden sich 129 ehemalige NSDAP-Mitglieder, was einem Prozentsatz von 26,5 Prozent entsprach. Schätzungsweise hatten Ende der 1940er Jahre rund 400 meist hochrangige Mitarbeiter einen solchen Hintergrund.
Die US-Regierung war an dem Fachwissen der Aufklärungsleute aus dem „Dritten Reich“ interessiert, da ihre eigenen Geheimdienste zu diesem Zeitpunkt, als sich der Kalte Krieg abzuzeichnen begann, kaum über Kenntnisse über das sowjetische Militär verfügten. Neben der militärischen Aufklärung und Spionage gegen die Sowjetische Besatzungszone und andere Ostblock-Staaten sollte die Organisation Gehlen auch eine mögliche „kommunistische Gefahr“ im Inneren Westdeutschlands abwehren.

## Aktion Hermes
Ab dem Sommer 1947 begann Gehlen eine Befragungsaktion, Deckname „Aktion Hermes“, unter den 3,1 Millionen jetzt aus sowjetischer Kriegsgefangenschaft entlassenen Soldaten und anderen deutschen Rückkehrern. Die Abschöpfung war sehr ergiebig. Die Agenten der Organisation Gehlen bezogen dauerhaft Posten in den Heimkehrerlagern der Westzonen und später der Bundesrepublik Deutschland. Nahezu jeder Rückkehrer, ob Soldat oder Zivilinternierter, zog an den Agenten vorbei, die danach fragten, in welchen Lagern er gelebt und in welchen Betrieben er gearbeitet hatte. Vor allem interessierten sich die Agenten für Spione der Gegenseite und für Schüler der „Antifa-Kurse“ in den sowjetischen Lagern. Wer so als kommunistisch beeinflusst galt, wurde von der Organisation Gehlen als möglicher Feindagent in einer Sonderkartei registriert. Gehlens Agenten, fast ausschließlich alte Kameraden aus der Abteilung Fremde Heere Ost, aus der SS und der Abwehr erhielten so einen umfangreichen Wissensbestand aus Berichten erster Hand, von Leuten, die den Osten „kennengelernt hatten wie vorher kein anderer Mensch aus dem Westen“.
Jefferson Adams präzisiert 2009, dass bei einer späteren intensiven Befragung von Heimkehrern, deren Ausforschung erfolgversprechend schien, die Agenten den Decknamen „Historisches Forschungsinstitut Wiesbaden“ gegenüber den Befragten verwendeten. Schwerpunkte der Ausforschung waren die sowjetische Industrie, die Bewaffnung, die Telekommunikation und die Haltung der Bevölkerung zur Regierung. Als Gehlens Agenten aufgrund der Befragungen eine auffällige Zunahme des Panzerbaus und des Baus von Militärflugzeugen in der Sowjetunion nach 1945 feststellten, sorgte das für Unruhe unter den US-amerikanischen Militärs, an die alle Meldungen gingen.
Als der Strom der Heimkehrer versiegte, verlegte die Aktion Hermes sich auf Subversion, vor allem gegen Polen, belegt z. B. für 1952. Die mit Subversion beauftragten Agenten erreichten ihr Zielland über die Ostsee.

## Aufklärung der SPD-Spitze
Ab 1953 betrieb die Organisation Gehlen die Aufklärung der SPD-Spitze durch Siegfried Ziegler und Siegfried Ortloff. Bedeutung und Ausmaß des Sachverhalts wurden von Historikern und Journalisten unterschiedlich bewertet.